# Fijaker
Fijaker je bečki naziv (orginalno njem. Fiaker) za registrovane (numerisane) dvoprežne kočije javnog prevoza, sa kočijašem, koje su se na taj način razlikovale od nenumerisanih Janški kočija (njem. Janschky-Wagen) i jednoprežnih (Comfortables).
Termin fijaker se danas u njemačkom govornom području još uvijek koristi samo u Bavarskoj i Austriji, ali i u Češkoj, Mađarskoj (Fiáker) i po bivšoj Jugoslaviji), dok se po ostalim njemačkim zemljama koristi riječ njem. Droschke.

## Istorija
Riječ fijaker pojavila se u Beču u 18. vijeku, ona je uvezena iz Pariza, tamo je od 1662. ispred hotela u ulici sv. Fijakra (Rue de Saint Fiacre) bilo stajališe kočija za najam, poduzetnika i trgovca konjima Nikolasa Sovaža, koje su Parižani zbog ulice nazvali fijaker.
U Beču je tridesetak godina kasnije — 1693. izdana je prva licenca za fijaker, tako da ih je oko 1790. već bilo oko 700, tad se uvela i registracija (numeracija kola), a u razdoblju zenita 1860—1908, bilo je preko 1000 po ulicama.
Kočijaši fijakera su često bili poznati osobenjaci, neki od njih sjajno su zviždali, a neki sjajno pjevali. Njihov godišnji bal — Fiakerball, koji se održava na Pepelnicu svojevremeno je bio veliki bečki društveni događaj, pa ga je ovjekovječio i Rihard Štraus u operi Arabela u liku Fijakermili, ljepotice s tog bala.
Danas su fijakeri samo popularna turistička atrakcija, nudeći nekoliko tura vožnje po istorijskom centru Beča, tako da ih je 1997. bilo 100. Od 1984. i žene mogu voziti fijaker, a od 1998. i fijakeristi moraju imati posebnu vozačku dozvolu.

### Fijakeri u ostalim zemljama
Fijakeri su bili popularni i u svim ostalim većim gradovima Austrougarske, od Praga, Budimpešte, Zagreba, Sarajeva, Zemuna, Subotice, Petrovaradina, Temišvara, Ljubljane..., tako da su i danas voze turiste po Pragu i Budimpešti. 
U Zagrebu je posljednji fijaker kao dio javnog prijevoza saobraćao sve do početka 1960-ih, i uredno čekao putnike namjernike ispred Glavnog kolodvora. Njegov vlasnik bio je Trnjanin, koju je kuću sa štalom imao pored novoizrađene gradske vijećnice na današnjoj Vukovarskoj. On i njegovi konji još su par godina odolijevali modernim vremenima, pa su ih maknuli sa travnjaka ispred vijećnice, tako je nestao posljednji zagrebački fijaker. Od 1990-ih pojavila se želja da se fijakeri ponovno pojave na zagrebačkim ulicama, ali taj put kao turistička atrakcija po uzoru na Beč, te uloge prihvatio se Josip Habric i vozio fijaker po Gornjem gradu, do 2011. kad je umro. Viki Glovacki je opjevao posljednji zagrebački fijaker u pjesmi Zadnji fijaker (kompozitor: Stjepan Mihaljinec, stihovi: Drago Britvić), izvedenoj na Zagrebačkom festivalu 1963. godine.
U Novom Sadu su se fijakeristi zadržali sve do početka 1970-ih. Sombor je zbog pjesme Fijaker stari, vjerovatno grad čiji je simbol — fijaker, ali i tamo je posljednji fijakerist Sanko Milutinović zvani čiča Duca umro 2000. godine.
Fijakeri su se kao moda proširili i izvan granice Austrougarske tokom 19. vijeka, po Srbiji, Bugarskoj, Makedoniji, Rumuniji, Rusiji, Turskoj...
U Beogradu su slično kao i u Zagrebu, posljednji fijakeri vozili do početka 1960-ih.
Fijakeri su bili popularni i u Skoplju, pod imenom — pajton, tako da danas postoji ideja da se bar jedan vrati u saobraćaj kao turistička atrakcija.

## Spoljašnje veze
- Fijaker na portalu Austria-Forum (jezik: engleski)